# BAFTA de Melhor Atriz de Comédia
O BAFTA de Melhor Atriz de Comédia em Televisão (em inglês: British Academy Television Award for Best Female Comedy Performance) são concedidos pela Academia Britânica de Artes Cinematográficas e Televisivas (BAFTA). Eles são informalmente conhecidos como BAFTA TV Awards. O prêmio de melhor atriz de comédia foi entregue pela primeira vez na cerimônia de 2010.
Jessica Hynes é a única atriz que recebeu este prêmio mais de uma vez, com duas vitórias.

## Vencedores e indicados

### Década de 2010
| Ano                  | Atriz                        | Trabalho                | Papel        | Emissora |
| -------------------- | ---------------------------- | ----------------------- | ------------ | -------- |
| 2010                 |                              |                         |              |          |
| Rebecca Front        | The Thick of It              | Rt Hon Nicola Murray MP | BBC Two      |          |
| Jo Brand             | Getting On                   | Kim Wilde               | BBC Four     |          |
| Joanna Scanlan       | Getting On                   | Denise "Den" Flixter    | BBC Four     |          |
| Miranda Hart         | Miranda                      | Miranda Preston         | BBC Two      |          |
| 2011                 |                              |                         |              |          |
| Jo Brand             | Getting On                   | Kim Wilde               | BBC Four     |          |
| Dawn French          | Roger & Val Have Just Got In | Val Stephenson          | BBC Two      |          |
| Katherine Parkinson  | The IT Crowd                 | Jen Barber              | Channel 4    |          |
| Miranda Hart         | Miranda                      | Miranda Preston         | BBC One      |          |
| 2012                 |                              |                         |              |          |
| Jennifer Saunders    | Absolutely Fabulous          | Edina Monsoon           | BBC One      |          |
| Olivia Colman        | Twenty Twelve                | Sally Owen              | BBC Four     |          |
| Tamsin Greig         | Friday Night Dinner          | Jackie Goodman          | Channel 4    |          |
| Ruth Jones           | Stella                       | Stella Morris           | Sky One      |          |
| 2013                 |                              |                         |              |          |
| Olivia Colman        | Twenty Twelve                | Sally Owen              | BBC Two      |          |
| Julia Davis          | Hunderby                     | Dorothy                 | Sky Atlantic |          |
| Miranda Hart         | Miranda                      | Miranda Preston         | BBC One      |          |
| Jessica Hynes        | Twenty Twelve                | Siobhan Sharpe          | BBC Two      |          |
| 2014                 |                              |                         |              |          |
| Katherine Parkinson  | The IT Crowd                 | Jen Barber              | Channel 4    |          |
| Frances de la Tour   | Vicious                      | Violet Crosby           | ITV          |          |
| Kerry Howard         | Him & Her: The Wedding       | Laura Williams          | BBC Three    |          |
| Doon Mackichan       | Plebs                        | Flavia                  | ITV2         |          |
| 2015                 |                              |                         |              |          |
| Jessica Hynes        | W1A                          | Siobhan Sharpe          | BBC Two      |          |
| Catherine Tate       | Catherine Tate's Nan         | Joanie Taylor           | BBC One      |          |
| Olivia Colman        | Rev.                         | Alex Smallbone          | BBC Two      |          |
| Tamsin Greig         | Episodes                     | Beverly Lincoln         | BBC Two      |          |
| 2016                 |                              |                         |              |          |
| Michaela Coel        | Chewing Gum                  | Tracey Gordon           | E4           |          |
| Miranda Hart         | Miranda                      | Miranda Preston         | BBC One      |          |
| Sian Gibson          | Peter Kay's Car Share        | Kayleigh Kitson         | BBC One      |          |
| Sharon Horgan        | Catastrophe                  | Sharon Morris           | Channel 4    |          |
| 2017                 |                              |                         |              |          |
| Phoebe Waller-Bridge | Fleabag                      | Fleabag                 | BBC Three    |          |
| Lesley Manville      | Mum                          | Cathy Bradshaw          | BBC Two      |          |
| Diane Morgan         | Cunk on Shakespeare          | Philomena Cunk          | BBC Two      |          |
| Olivia Colman        | Fleabag                      | Godmother               | BBC Three    |          |
| 2018                 |                              |                         |              |          |
| Daisy May Cooper     | This Country                 | Kerry Mucklowe          | BBC Three    |          |
| Anna Maxwell Martin  | Motherland                   | Julia                   | BBC Two      |          |
| Sian Gibson          | Peter Kay's Car Share        | Kayleigh Kitson         | BBC One      |          |
| Sharon Horgan        | Catastrophe                  | Sharon Morris           | Channel 4    |          |
| 2019                 |                              |                         |              |          |
| Jessica Hynes        | There She Goes               | Emily Yates             | BBC Four     |          |
| Daisy May Cooper     | This Country                 | Kerry Mucklowe          | BBC Three    |          |
| Julia Davis          | Sally4Ever                   | Emma                    | Sky Atlantic |          |
| Lesley Manville      | Mum                          | Cathy Bradshaw          | BBC Two      |          |

### Década de 2020
| Ano                  | Atriz                    | Trabalho              | Papel     | Emissora |
| -------------------- | ------------------------ | --------------------- | --------- | -------- |
| 2020                 |                          |                       |           |          |
| Sian Clifford        | Fleabag                  | Claire                | BBC Three |          |
| Sarah Kendall        | Frayed                   | Sammy Cooper          | Sky One   |          |
| Gbemisola Ikumelo    | Famalam                  | Various Characters    | BBC Three |          |
| Phoebe Waller-Bridge | Fleabag                  | Fleabag               | BBC Three |          |
| 2021                 |                          |                       |           |          |
| Aimee Lou Wood       | Sex Education            | Aimee Gibbs           | Netflix   |          |
| Daisy Haggard        | Breeders                 | Ally Worsley          | Sky One   |          |
| Emma Mackey          | Sex Education            | Maeve Wiley           | Netflix   |          |
| Daisy May Cooper     | This Country             | Kerry Mucklowe        | BBC Three |          |
| Gbemisola Ikumelo    | Famalam                  | Vários personagens    | BBC Three |          |
| Mae Martin           | Feel Good                | Mae                   | Channel 4 |          |
| 2022                 |                          |                       |           |          |
| Sophie Willan        | Alma's Not Normal        | Alma Nuthall          | BBC Two   |          |
| Aimee Lou Wood       | Sex Education            | Aimee Gibbs           | Netflix   |          |
| Aisling Bea          | This Way Up              | Áine                  | Channel 4 |          |
| Anjana Vasan         | We Are Lady Parts        | Amina                 | Channel 4 |          |
| Natasia Demetriou    | Stath Lets Flats         | Sophie                | Channel 4 |          |
| Rose Matafeo         | Starstruck               | Jessie                | BBC Three |          |
| 2023                 |                          |                       |           |          |
| Siobhán McSweeney    | Derry Girls              | Sister George Michael | Channel 4 |          |
| Lucy Beaumont        | Meet the Richardsons     | Lucy                  | Dave      |          |
| Daisy May Cooper     | Am I Being Unreasonable? | Nic                   | BBC One   |          |
| Taj Atwal            | Hullraisers              | Rana                  | Channel 4 |          |
| Diane Morgan         | Cunk on Earth            | Philomena Cunk        | BBC Two   |          |
| Natasia Demetriou    | Ellie and Natasia        | Vários personagens    | BBC Three |          |